# Granges (Fribourg)
Granges is een gemeente en plaats in het Zwitserse kanton Fribourg, en maakt deel uit van het district Veveyse.
Granges telt 702 inwoners.